# Ivan Ćurković
Ivan Ćurković (Mostar, 15 maart 1944) is een voormalige Joegoslavische doelman. Hij werd met AS Saint-Étienne viermaal landskampioen van Frankrijk en verloor in 1976 de finale van Europacup I. Van 1989 tot 2006 was hij voorzitter van FK Partizan. In 2001 viel hij in als co-bondscoach van Joegoslavië, samen met Vujadin Boškov en Dejan Savićević.

## Erelijst

### Als speler
AS Saint-Étienne
- Ligue 1

1973/74, 1974/75, 1975/76, 1980/81
- Coupe de France

1973/74, 1974/75, 1976/77
 FK Partizan
- Prva Liga

1964/65